# Kathinka von Deichmann
Kathinka von Deichmann (nació el 16 de mayo de 1994) es una tenista profesional de Liechtenstein.
Ella hizo su debut en Grand Slam en el US Open 2018, luego de pasar la clasificación.

## Títulos WTA 125s

### Individual (0–1)
| Resultado | Fecha                    | Torneo   | Superficie    | Oponente       | Puntaje       |
| --------- | ------------------------ | -------- | ------------- | -------------- | ------------- |
| Finalista | 15 de septiembre de 2024 | Bucarest | Tierra batida | Miriam Bulgaru | 3-6, 6-1, 4-6 |